# Moosen (Tyrlaching)
Moosen (mundartl.: Mosn) ist ein Gemeindeteil der Gemeinde Tyrlaching im oberbayerischen Landkreis Altötting. 

## Lage
Die Einöde Moosen liegt etwa eineinhalb Kilometer nordöstlich von Tyrlaching an der Kreisstraße AÖ 21.

## Geschichte
Der Name der Einöde weist auf den moorigen Grund beiderseits des Fahnbaches hin.
Siehe auch: Liste der Baudenkmale in Moosen